# Sinja
Sinja (en népalais : सिंजा) est une municipalité rurale du Népal située dans le district de Jumla. Au recensement de 2011, elle comptait 12 395 habitants.
Elle regroupe les anciens comités de développement villageois de Dhapa, Narakot et Shanigaun.